# Tylophora nicobarica
Tylophora nicobarica är en oleanderväxtart som beskrevs av Murugan och M.Y.Kamble. Tylophora nicobarica ingår i släktet Tylophora och familjen oleanderväxter. Inga underarter finns listade i Catalogue of Life.